# Округ Тврдошин
Округ Тврдошин (слч. Okres Tvrdošín) округ је у Жилинском крају, у Словачкој Републици. Административно средиште округа је град Тврдошин.

## Географија
Налази се у западном дијелу Жилинског краја.
Граничи:
- на сјеверозападу је Округ Наместово,
- источно Пољска,
- западно Округ Долни Кубин,
- јужно Округ Липтовски Микулаш.

Клима је умјерено континентална.

## Становништво
| Година:    | 1994.  | 2004.   | 2014.   | 2024.   |
| ---------- | ------ | ------- | ------- | ------- |
| Број људи: | 33 588 | 35 541  | 36 066  | 35 749  |
| Разлика:   |        | +5,81 % | +1,47 % | -0,87 % |

| Година:    | 2023.  | 2024.   |
| ---------- | ------ | ------- |
| Број људи: | 35 745 | 35 749  |
| Разлика:   |        | +0,01 % |

Према подацима о броју становника из 2011. године округ је имао 35.908 становника. Словаци чине 97% становништва.
| Етнички састав (2011)‍ | Етнички састав (2011)‍ | Етнички састав (2011)‍ | Етнички састав (2011)‍ | Етнички састав (2011)‍ |
| --------------------- | --------------------- | --------------------- | --------------------- | --------------------- |
|                       |                       |                       |                       |                       |
| Словаци               | Словаци               |                       | 0                     | 97%                   |
| остали, непознато     | остали, непознато     |                       | 0                     | 3%                    |

## Насеља
У округу се налази два града и 13 насељених мјеста. Градови су Тврдошин и Трстена.